# Венсан Анстет
Венсан Анстет (фр. Vincent Anstett; 26 липня 1982, Страсбур) — французький фехтувальник (шабля), олімпійський чемпіон 2008 року в командній першості разом з Ніколя Лопесом, Борісом Сансоном та Жульєном Пійє. Чемпіон світу 2006 року у командній першості. Триразовий чемпіон Франції.

## Виступи на Олімпіадах
| Олімпіада  | Дисципліна      | Місце |
| ---------- | --------------- | ----- |
| Пекін 2008 | шабля, командні | 1     |

## Виступи на Чемпіонатах світу
| Змагання                          | Збірна  | Дисципліна               | Місце  |
| --------------------------------- | ------- | ------------------------ | ------ |
| Чемпіонат світу з фехтування 2014 | Франція | шабля, чоловіки          | 14     |
| Чемпіонат світу з фехтування 2014 | Франція | командна шабля, чоловіки | 8      |
| Чемпіонат світу з фехтування 2013 | Франція | шабля, чоловіки          | 43     |
| Чемпіонат світу з фехтування 2013 | Франція | командна шабля, чоловіки | 9      |
| Чемпіонат світу з фехтування 2009 | Франція | шабля, чоловіки          | 42     |
| Чемпіонат світу з фехтування 2009 | Франція | командна шабля, чоловіки | 8      |
| Чемпіонат світу з фехтування 2007 | Франція | шабля, чоловіки          | 19     |
| Чемпіонат світу з фехтування 2007 | Франція | командна шабля, чоловіки | Срібло |
| Чемпіонат світу з фехтування 2006 | Франція | шабля, чоловіки          | 26     |
| Чемпіонат світу з фехтування 2006 | Франція | командна шабля, чоловіки | Золото |
| Чемпіонат світу з фехтування 2005 | Франція | шабля, чоловіки          | 10     |
| Чемпіонат світу з фехтування 2005 | Франція | командна шабля, чоловіки | Бронза |

## Виступи на Чемпіонатах Європи
| Змагання                           | Збірна  | Дисципліна               | Місце  |
| ---------------------------------- | ------- | ------------------------ | ------ |
| Чемпіонат Європи з фехтування 2014 | Франція | шабля, чоловіки          | 26     |
| Чемпіонат Європи з фехтування 2014 | Франція | командна шабля, чоловіки | 7      |
| Чемпіонат Європи з фехтування 2012 | Франція | шабля, чоловіки          | 16     |
| Чемпіонат Європи з фехтування 2012 | Франція | командна шабля, чоловіки | 7      |
| Чемпіонат Європи з фехтування 2009 | Франція | шабля, чоловіки          | 36     |
| Чемпіонат Європи з фехтування 2009 | Франція | командна шабля, чоловіки | Бронза |
| Чемпіонат Європи з фехтування 2008 | Франція | шабля, чоловіки          | 21     |
| Чемпіонат Європи з фехтування 2008 | Франція | командна шабля, чоловіки | Срібло |
| Чемпіонат Європи з фехтування 2007 | Франція | шабля, чоловіки          | 16     |
| Чемпіонат Європи з фехтування 2007 | Франція | командна шабля, чоловіки | Бронза |
| Чемпіонат Європи з фехтування 2006 | Франція | шабля, чоловіки          | 12     |
| Чемпіонат Європи з фехтування 2006 | Франція | командна шабля, чоловіки | 5      |